# Golpe de Estado en Turquía de 1980
El golpe de Estado de 12 de septiembre de 1980 en Turquía (en turco, 12 Eylül Darbesi 1980 Harekâti) fue encabezado por el general Kenan Evren, jefe del Estado Mayor del Ejército turco, que instauró un régimen militar que se mantuvo hasta 1983, fue el tercer golpe de Estado en la historia de la República de Turquía, después de los producidos en 1960 y 1971.

## Antecedentes
Turquía vivía durante los años 1970 profundas tensiones en un contexto internacional poco favorable, con una grave crisis económica, el crecimiento del fanatismo religioso y la proliferación de grupos políticos radicales de extrema derecha e izquierda. La situación de violencia política había provocado unos 4000 muertos en los tres últimos años de la década de 1970 y 2500 desde principios de los años 1980. El gobierno del primer ministro Süleyman Demirel no gozaba del apoyo de los militares, que desde la instauración de la República de Turquía en 1923, se habían atribuido el papel de garante del Estado y el derecho a deponerlo.

### Situación económica
La situación económica de Turquía se encontraba cerca del colapso causado en gran parte por una estrategia de industrialización por sustitución de importaciones (ISI) aplicada desde 1960. Las variables macroeconómicas presentaban graves desequilibrios con un voluminoso déficit de la balanza de pagos que impedía el normal suministro de la industria turca que solo trabajaba en 1980 al 50 % de su capacidad. El paro superaba el 20 % y la inflación, ese mismo año, alcanzaba el 100 %, mientras que el PIB decrecía. En el sector exterior, resultaba muy difícil obtener financiación en el mercado mundial y los aliados occidentales de Turquía tardaban en acordar una asistencia financiera, ya que exigían la adopción de medidas de austeridad preconizadas por el FMI.

## El golpe
Antes del alzamiento, el general Evren, jefe del Estado Mayor del Ejército turco, ya había expresado su descontento con la situación política existente en el país. Un primer mensaje de advertencia lo lanzó en diciembre de 1979, instando a la unión de los partidos políticos frente al terrorismo y a la crisis económica que vivía Turquía. En mayo de 1980 hizo un nuevo llamamiento y posteriormente lo reiteró en agosto, cuando se quejó públicamente de la ineficacia e impotencia del poder civil.
El 12 de septiembre de 1980, el ejército se hizo con el poder mediante un golpe de Estado. Los militares golpistas depusieron el gobierno, disolvieron la Asamblea Nacional, suprimieron las libertades, prohibieron los partidos políticos, sindicatos, clausuraron periódicos y aplicaron la ley marcial. El golpe de Estado 1980 fue el más sangriento de los producidos en Turquía con más de 150 000 detenciones así como cientos de asesinatos y desapariciones nunca esclarecidos.
El general Kenan Evren líder de las fuerzas golpistas, realizaba las siguientes declaraciones tras el golpe:

"...Las fuerzas armadas turcas han sido forzadas a tomar la Administración del Estado con el objeto de salvaguardar la unidad del país y la nación y los derechos y libertades de su pueblo, para asegurar el derecho a la vida y propiedad y la felicidad y prosperidad de su pueblo y la preeminencia de la ley y el orden, en otras palabras, para restaurar la autoridad estatal de una manera imparcial"
Kenan Evren

Se calcula que en las primeras semanas después del golpe fueron arrestadas unas 30 000 personas. Un año después permanecían en prisión 25 000 y en 1982 todavía quedaban 10 000 encarceladas sin ninguna acusación. La represión, los arrestos, las detenciones sin juicio, la tortura y otras violaciones de los derechos humanos fueron constantes. El Consejo Nacional de Seguridad (CNS) reconoció algunos casos de tortura, pero la realidad fue que ningún culpable fue a prisión.
Tras el golpe, existía más tranquilidad en las calles que estaban ocupadas por unidades militares, pero el terror cambió de ubicación, siguió existiendo, practicándose en las comisarías y en los centros de detención. El golpe no supuso una sorpresa para casi nadie, las protestas fueron escasas a nivel internacional y prácticamente inexistentes en el interior del país.

## Vuelta a la democracia
La vuelta a la democracia se produjo tras la elaboración y aprobación de una nueva constitución en 1982, que aún estaba parcialmente vigente en 2014 y que fue un dictado de los militares para poner fin a la situación que atravesaba el país. La nueva Constitución fue sometida a referéndum, con graves irregularidades, en el que el voto era obligatorio, se impedía la propaganda contraria y se vulneró gravemente el secreto del voto.
En 1983 se convocaron elecciones, en las que se prohibió la participación de los líderes políticos anteriores al golpe, incluidos Bülent Ecevit, Demirel y Erbakan. El ganador fue el liberal-conservador Turgut Özal. No obstante, el líder del golpe, Kenan Evren, permaneció como presidente de Turquía hasta noviembre de 1989.

## Juicio a los responsables
La Constitución redactada en 1982 declaraba la inmunidad de los participantes en la rebelión. Sin embargo, una reforma constitucional en septiembre de 2010 suprimió el artículo 15 de la Constitución de 1982, que era el que establecía esa inmunidad. Así, en 2012 un tribunal de Ankara abrió una querella criminal contra Kenan Evren y Tahsin Şahinkaya, únicos supervivientes de la Junta Militar golpista, y fueron condenados a prisión en 2014.